# Българи в Обединеното кралство
Българите в Обединеното кралство (или Великобритания) са етническа група, която не присъства при преброяването на населението в страната. Според преброяването на населението през 2011 г. в страната има 45 893 граждани на Обединеното кралство родени в България, като при преброяването не са включени Шотландия и Северна Ирландия. Според оценки, гражданите на България, които живеят в Обединеното кралство към 2016 г. достига около 200 000 души.

## Численост

### Граждани на Обединеното кралство родени в България
По данни от официалното преброяване на населението, извършено от правителството на Великобритания, през 2011 г. родените в България граждани на Англия и Уелс са 45 893 души. От тях 45 052 души живеят в Англия и 841 в Уелс. Най-много българи живеят в Лондон – 27 207 души, следвани от Югоизточна Англия (5612 души), и Източна Англия (3024 души). 

### Студенти от България
Според статистика за 2015 г. броят на студентите от България в Обединеното кралство е около 6250 души.

## Организации
В сайта на ДАБЧ на България се посочва, че в Обединеното кралство има 36 действащи организации на българите – 9 дружества, 1 печатна медия, 10 учебни заведения, 1 църковна община, 4 фолклорни състава и 11 младежки организации.
|                                                                    | Вид                  | Адрес                                       | Седалище или местонахождение | Година на основаване | Година на закриване | Уебсайт или блог                                                             |
| ------------------------------------------------------------------ | -------------------- | ------------------------------------------- | ---------------------------- | -------------------- | ------------------- | ---------------------------------------------------------------------------- |
| Асоциация на българските здравни работници във Великобритания      | дружество            |                                             | Лондон                       | 2004                 |                     |                                                                              |
| Благотворителна организация „Зов“                                  | дружество            |                                             | Лондон                       | 2004                 |                     |                                                                              |
| Британско-българска търговска камара                               | дружество            |                                             |                              | 1993                 |                     | bbcc.bg Архив на оригинала от 2017-05-13 в Wayback Machine.                  |
| Британско-българско дружество за приятелство                       | дружество            |                                             | Лондон                       | 1952                 |                     | bulgariatours.co.uk                                                          |
| Български бизнес клуб                                              | дружество            |                                             | Лондон                       |                      |                     | bulgarianbusiness.org.uk Архив на оригинала от 2010-04-30 в Wayback Machine. |
| Българско дружество в Оксфордския университет                      | дружество            |                                             | Оксфорд                      | 1996                 |                     | oxford-bulgsoc.co.uk Архив на оригинала от 2017-05-30 в Wayback Machine.     |
| Движение за взаимопомощ между българите във Великобритания         | дружество            |                                             | Лондон                       | 2005                 |                     | bghelp.co.uk                                                                 |
| Лондон сити клуб                                                   | дружество            |                                             | Лондон                       | 1998                 |                     | bgcityclub.org                                                               |
| Шотландско-българска асоциация                                     | дружество            |                                             | Дънди                        |                      |                     |                                                                              |
| Вестник „Будилник“                                                 | печатна медия        |                                             | Лондон                       | 2001                 |                     | budilnik.com                                                                 |
| Вестник „БГ БЕН“                                                   | печатна медия        | 137 St. Johns road                          | Лондон                       | 2004                 |                     | bgben.co.uk                                                                  |
| Българско училище „Св. Климент Охридски“                           | учебно заведение     |                                             | Годалминг                    |                      |                     |                                                                              |
| Българска школа в Медуей                                           | учебно заведение     |                                             | Медуей                       |                      |                     |                                                                              |
| Българско училище „Розова долина“                                  | учебно заведение     | 15 Garman road, кв. Тотнъм                  | Лондон                       |                      |                     |                                                                              |
| Българско училище към посолството в Лондон                         | учебно заведение     | 186 – 188 Queen's Gate                      | Лондон                       | 1987                 |                     |                                                                              |
| Българско училище „Боянъ Мага“                                     | учебно заведение     | 25 South Audley Street, кв. Мейфеър         | Лондон                       | 2011                 |                     | boyanmaga.org                                                                |
| Българско училище „Букваран“                                       | учебно заведение     | 1 The Square, High Road, кв. Лейтън         | Лондон                       | 2011                 |                     | bukvaran.com                                                                 |
| Българско училище „Родна реч“                                      | учебно заведение     | Trinity-at-Bowes Centre Plus, Palmers Green | Лондон                       | 2013                 |                     |                                                                              |
| Българско школо „Васил Левски“                                     | учебно заведение     | кв. Баркинг                                 | Лондон                       | 2009                 |                     | bgshkolo.co.uk                                                               |
| Българското училище „Д-р Петър Берон“                              | учебно заведение     | Brige plus, ул. Muspole 19                  | Норич                        |                      |                     |                                                                              |
| Съботно-неделно училище „Звънче“                                   | учебно заведение     | 30 Saddleback Rd                            | Кембърли                     | 2008                 |                     | bgschoolzvanche.com                                                          |
| Българска православна църковна община и параклис „Св. Иван Рилски“ | църковна община      | 188 Qeens Gate – The Mews                   | Лондон                       | 1981                 |                     |                                                                              |
| Лондонски български хор                                            | фолклорен състав     |                                             | Лондон                       | 2000                 |                     | londonbulgarianchoir.co.uk                                                   |
| Драматичен и танцов състав „A Spell in Time“                       | фолклорен състав     |                                             |                              | 1995                 |                     |                                                                              |
| Танцов ансамбъл „Български ритми“                                  | фолклорен състав     |                                             | Лондон                       | 2012                 |                     |                                                                              |
| Танцов клуб „Булгара“                                              | фолклорен състав     |                                             | Лондон                       | 2012                 |                     |                                                                              |
| Българско студентско общество в Манчестър                          | младежка организация |                                             | Манчестър                    | 2011                 |                     |                                                                              |
| Българско студентско общество в университета на Салфорд            | младежка организация |                                             | Манчестър                    | 2008                 |                     |                                                                              |
| Младежкият клуб на ООН към Лондонски Метрополитен Университет      | младежка организация |                                             | Лондон                       | 2010                 |                     |                                                                              |
| Общество на българските студенти                                   | младежка организация |                                             |                              |                      |                     |                                                                              |
| Общество на българските студенти в Бирмингам                       | младежка организация |                                             | Бирмингам                    |                      |                     |                                                                              |
| Общество на българските студенти в Единбург                        | младежка организация |                                             | Единбург                     |                      |                     |                                                                              |
| Общество на българските студенти в Кардиф                          | младежка организация |                                             | Кардиф                       |                      |                     |                                                                              |
| Общество на българските студенти в Кеймбридж                       | младежка организация |                                             | Кеймбридж                    |                      |                     |                                                                              |
| Общество на българските студенти в Манчестър                       | младежка организация |                                             | Манчестър                    |                      |                     |                                                                              |
| Общество на българските студенти в Оксфорд                         | младежка организация |                                             | Оксфорд                      |                      |                     |                                                                              |
| Общество на българските студенти в Портсмут                        | младежка организация |                                             | Портсмут                     |                      |                     |                                                                              |